# Хельга Гаасе
Хельга Гаасе (нім. Helga Haase; 9 червня 1934, Данціг — 16 серпня 1989, Східний Берлін) — німецька ковзанярка, олімпійська чемпіонка і срібний призер Олімпіади 1960.

## Спортивна кар'єра
Займатися ковзанярським спортом Хельга почала в 1952 році в SC Dynamo Berlin.
Тренером Хельги став Гельмут Гаасе, який в 1955 році став її чоловіком.
До програми Олімпійських ігор 1960 вперше були внесені змагання з ковзанярського спорту серед жінок. Хельга Гаасе виступала за Об'єднану німецьку команду на дистанціях 500, 1000 і 1500 м і, вигравши забіг на 500 м, стала першою з жінок — олімпійською чемпіонкою з ковзанярського спорту, першим німецьким ковзанярем (серед чоловіків і жінок) і першим спортсменом з НДР на зимових Олімпійських іграх, що став олімпійським чемпіоном.
На дистанції 1000 м Гаасе виборола срібну нагороду, а на дистанції 1500 м була восьмою.
На Олімпійських іграх 1964 Хельма знов виступала за Об'єднану німецьку команду на дистанціях 500, 1000 і 1500 м, але не завоювала жодної медалі.
З 1956 року по 1964 Гаасе виступала на чемпіонатах світу в класичному багатоборстві, але жодного разу в загальному заліку не потрапляла в число призерів.

### Виступи на Олімпіадах
| Олімпіада       | Дисципліна | Місце |
| --------------- | ---------- | ----- |
| Скво-Веллі 1960 | 500 м      | 1     |
| Скво-Веллі 1960 | 1000 м     | 2     |
| Скво-Веллі 1960 | 1500 м     | 8     |
| Інсбрук 1964    | 500 м      | 8     |
| Інсбрук 1964    | 1000 м     | 4     |
| Інсбрук 1964    | 1500 м     | 5     |